# Saskia Feige
Saskia Feige (Potsdam, 13 de agosto de 1997) es una deportista alemana que compite en atletismo, especialista en la disciplina de marcha. Ganó una medalla de bronce en el Campeonato Europeo de Atletismo de 2022, en la prueba de 20 km.

## Palmarés internacional
| Campeonato Europeo | Campeonato Europeo | Campeonato Europeo | Campeonato Europeo |
| Año                | Lugar              | Medalla            | Prueba             |
| ------------------ | ------------------ | ------------------ | ------------------ |
| 2022               | Múnich (Alemania)  | Medalla de bronce  | 20 km marcha       |